# Terra Firme (Belém)
Montese, popularmente denominado Terra Firme, é um bairro da cidade brasileira de Belém (estado do Pará), localizado na zona sul de Belém, é um dos bairros mais populosos da capital com 61 439 moradores (Censo 2010). O bairro ganhou o apelido Terra Firme por ser formado por terras firmes e altas próximas às áreas alagadas pelo rio Tucunduba no limite dos bairros de Canudos e Guamá. 

## Etimologia
Inicialmente, o bairro era formado por uma extensa área alagada pelo igarapé do Tucunduba e seus vários braços, que deram origem a canais. Não havia como ocupar aquele território se não com construções no formato de palafitas. Algumas existem até hoje. Essa ocupação começou em meados da década de 1940. Em 1996, o nome Montese foi dado ao território em caráter oficial. A origem para o nome do bairro e advinda da Batalha de Montese que fora travada ao final da Segunda Guerra Mundial, entre os dias 14 e 17 de abril de 1945, como parte da Campanha da Itália na Ofensiva Aliada Final, travada pela Força Expedicionária Brasileira contra tropas nazistas. 
Só que desde sempre, devido à situação precária do bairro alagado, os próprios moradores usavam do bom humor como uma forma de protesto. E chamavam a área onde moravam de “Terra Firme”. Esse deboche afrontoso contra as mazelas do bairro é histórico. No início, as próprias pessoas é que colocavam aterros improvisados para tentar deixar a terra firme de fato, porque era um terreno difícil de se construir. A prática de aterrar permaneceu, numa tentativa de vencer as enchentes e tapar buracos que se abrem constantemente. Quando o nome Montese foi imposto, com pouquíssima participação popular, a massa de moradores defendeu o nome que reconheciam. Foi uma longa resistência. Por algum tempo, qualquer forma de referência ao bairro era “Montese ou Terra Firme”. Eventualmente, a população desistiu de Montese. 

### Atualidade
O Tucunduba, que está também intimamente ligado ao processo de formação do bairro do Guamá, foi a forma principal de sustento de muitas pessoas. Ainda existe comércio que depende dos barcos que passam por ali. Foi no entorno do igarapé que a Terra Firme começou a se formar. E por isso os mercados e feiras são fundamentais para a economia do bairro. Há comércios populares por todos os lados. O empreendedorismo é uma marca dos habitantes da área. Ao mesmo tempo em que concentra boa parte da população de baixa renda do centro da capital e sofre com carência de serviços básicos (saneamento, em especial), a Terra Firme concentra várias instituições de pesquisa e ensino. Apesar de o bairro ficar localizado em um ótimo perímetro, próximo de diversas instituições de ensino, feiras, praças e igrejas, não possui referência de pontos turísticos como no centro da cidade.

## Educação
Existem várias escolas particulares e públicas na Terra Firme, porém as principais são:
- EEEFM Brigadeiro Fontenelle
- EEEFM Mário Barbosa
- EEEFM Dr. Celso Malcher
- EMEIF Maria Stellina Valmont
- EEEF Mateus do Carmo

Além de outras escolas menores ao redor da vizinhança do bairro.

## Saúde
Os postos de saúde na Terra Firme são poucos, sendo considerados os únicos:
- Unidade Municipal de Saúde da Terra Firme[4] - Por muito tempo, esta unidade de saúde foi a única do bairro, com muitas precariedades no prédio,[5] atualmente passou por várias reformas, existem, 6 médicos: 1 Ginecologista, 2 Clínicos Gerais e 3 Pediatras, possuindo também outros profissionais como: 3 Assistentes Sociais, 5 Cirurgiões Dentistas, 1 Psicólogo, 2 Nutricionistas, 4 Agentes de Saúde - Controle de Endemias, 1 Educador físico, 6 Enfermeiros, 17 Técnicos de Enfermagem e possui uma farmácia com 2 Farmacêuticos com remédios totalmente gratuitos. Além de outros atendimentos realizados: Curativos, Testes Rápidos, Hiperdia, Hanseníase, Tuberculose, Exames para Hematologia, Doenças de Chagas e Malária, Encaminhamento para serviços especializados, Pré - natal, Verificação de P.A e Glicemia, Vacinação, Programa do Idoso - (Caminhadas ao ar livre, Danças, Artes e etc), PCCU - preventivo, Palestras. Isso corresponde a 0,6 médicos/10 000 habitantes, enquanto nos países emergentes tem de 17 a 18 médicos/10 000 habitantes, nos países ricos tem de 20 a 30 médicos/10 000 habitantes e os países mais pobres da África tem em média, 2,5 médicos/10 000 habitantes.[6]
- Unidade de Saúde da Família - Terra Firme[7]
- Unidade de Saúde da Família - Parque Amazônia II
- Unidade de Pronto Atendimento 24H - Terra Firme[8]

Por causa disso, muitos moradores recorrem a usar remédios sem recomendação médica, ou ir a clinicas ou postos de saúde em bairros vizinhos, atualmente, existem 2 laboratórios particulares (sendo que um deles possui cotas para o setor público) e nenhum hospital já se instalou neste bairro.

## Geografia
Os limites dos bairros de Belém foram fixados pela Lei Nº 7 806, de 30 de julho de 1996: O bairro de Montese (Terra Firme) compreende a área envolvida pela poligonal que tem início na inteseção da Av. Perimentral, com as áreas da UFPA, segue contornando esse limite até a interseção com o Igarapé do Tucunduba, segue por este até encontrar a Pass. N. Sra das Graças, flete a esquerda e segue por esta até a Rua da Olaria, flete a direita e segue por esta até a Rua Silva Rosado, flete a esquerda e segue por esta até a Trav. Juvenal Cordeiro, flete á direita e segue por esta até a Rua Roso Danin, dobra a direita e segue por esta até a Pass. Nazaré, dobra a esquerda e segue por esta e seu prolongamento até a confluência da Av. Ceará com a Pass. Sem Denominação, dobra a direita e segue por esta até a Rua Jabatiteua, dobra a direita e segue por esta até o Canal Tucunduba, flete a esquerda e segue por este até a Pass. Monte Alegre, flete a direita e segue por esta até a Av. Perimentral, flete a direita e segue por esta até o início da poligonal.

### Principais avenidas/ruas
- Avenida Celso Malcher - Principal rua do bairro, o centro comercial da Terra Firme, e o centro histórico, ficam nessa avenida, além de ser uma das rotas de saída para outros bairros, como Canudos e São Brás. Lá também fica o Hortomercado Municipal da Terra Firme, e a Paróquia São Domingos de Gusmão,[10] que faz parte da Arquidiocese de Belém, além de várias escolas particulares.
- Rua São Domingos - Abriga vários bares, igrejas, escolas públicas, academias, é uma das rotas para ir para a Av. Perimentral, uma das principais ruas de Belém.